# Ortwin Spieler
Ortwin Spieler (* 1938) ist ein deutscher Schauspieler und Hörspielsprecher.

## Leben
Über das Leben des 1938 geborenen Ortwin Spieler sind nur lückenhafte Informationen vorhanden. Mehrere Auftritte an diversen Theatern sind nachgewiesen. In vielen Produktionen verschiedener Film- und Fernsehgesellschaften stand er vor der Kamera. Für den Rundfunk der DDR wirkte er als Hörspielsprecher.
Bei klassischen Musik- und Ballettaufführungen, wie zum Beispiel Peter und der Wolf und Schwanensee, war er häufig als Sprecher und Erzähler tätig.

## Filmografie
- 1966: Columbus 64 (Fernseh-Vierteiler, 2 Episoden)
- 1966: Alfons Zitterbacke
- 1975: Aus meiner Kindheit
- 1984: Iphigenie in Aulis (Theateraufzeichnung)
- 1985: Junge Leute in der Stadt
- 1990: Wilhelm Tell (Theateraufzeichnung)
- 1991: Polizeiruf 110: Big Band Time (Fernsehreihe)
- 1991: Polizeiruf 110: Mit dem Anruf kommt der Tod
- 1991: Polizeiruf 110: Thanners neuer Job
- 1993: Ein Bayer auf Rügen (Fernsehserie, 1 Episode)
- 1993: Wehner – die unerzählte Geschichte (Fernseh-Zweiteiler)
- 1993: Die tödliche Maria (Fernsehfilm)
- 1994: Tatort: Die Sache Baryschna (Fernsehreihe)
- 1994: Die Gerichtsreporterin (Fernsehserie, 1 Episode)
- 1995: Prinz zu entsorgen
- 1996: Tatort: Tod im Jaguar
- 1996: Die Wache (Fernsehserie, 1 Episode)
- 1997: Balko (Fernsehserie, 1 Episode)
- 1997: Polizeiruf 110: Der Tausch
- 1997: Frauen morden leichter (Fernsehserie)
- 1999: Schwarz greift ein (Fernsehserie, 1 Episode)

## Theater
- 1965: William Shakespeare: Was ihr wollt – Regie: Gerhard Piens (Theater der Altmark Stendal)
- 1972: Paul Gratzik: Umwege – Regie: Anne Eicke (Mecklenburgisches Staatstheater Schwerin)
- 1976: Norberto Ávila: Hakims Geschichten – Regie: Horst Rehberg (Mecklenburgisches Staatstheater Schwerin)
- 1979: Johann Wolfgang von Goethe: Faust 1 + 2 – Regie: Christoph Schroth  (Mecklenburgisches Staatstheater Schwerin)
- 1990: Leonard Bernstein/Arthur Laurents: West Side Story (Jugendclubleiter) – Regie: Wolfgang Weit/Jimmie James (Metropol-Theater Berlin)
- 1993: Floh de Cologne nach Jewgeni Schwarz: Rotkäppchen (Wolf) – Regie: Peter Schroth (carrousel Theater an der Parkaue Berlin)

## Hörspiele
- 1969: Benno Pludra: Tambari – Regie: Peter Groeger (Kinderhörspiel, 4 Teile – Rundfunk der DDR)
- 1970: Sergei Antonow: Erzählungen über Lenin – Regie: Peter Groeger (Hörspiel – Rundfunk der DDR)
- 1975: Jan Petersen: Sieben Wochen – Regie: Christoph Schroth (Hörspiel – Rundfunk der DDR)
- 1975: Albert Camus: Aufstand in Asturien – Regie: Peter Groeger (Hörspiel – Rundfunk der DDR)
- 1979: Christoph Meckel: Bockshorn (Miller) – Regie: Joachim Staritz (Kinderhörspiel – Rundfunk der DDR)
- 1979: Alexander Grin: Das Purpursegel – Regie: Christoph Schroth (Kinderhörspiel – Rundfunk der DDR)
- 1982: Lothar Walsdorf: Allherbstliches Märchen – Regie: Reneè Eigendorf (Kinderhörspiel/Kurzhörspiel aus der Reihe Geschichten aus dem Hut – Rundfunk der DDR)
- 1984: Volkstext: Alif Laila wa Laila oder Die Erzählungen aus den 1001 Nächten – Regie: Reiner Flath (Kinderhörspiel, 2 Teile – Rundfunk der DDR)
- 1985: Niccolò Machiavelli: Mandragola (Timoteo) – Regie: Joachim Staritz (Hörspiel – Rundfunk der DDR)
- 1986: Reinhard Hanke: Arsenik (Dr. Stelter) – Regie: Joachim Staritz (Kriminalhörspiel/Kurzhörspiel – Rundfunk der DDR)
- 1986: Mario Göpfert: Clown Alfredo – Regie: Reiner Flath (Kinderhörspiel/Kurzhörspiel – Rundfunk der DDR)